# نمای خانه آقای درایتی
نمای خانهٔ آقای درایتی؛ نام نمای خانه‌ای تاریخی مربوط به دورهٔ پهلوی اول است و در شهرستان مشهد، شهر مشهد، میدان شهدا، خیابان توحید، نبش کوچهٔ ازغدی واقع شده و این اثر در تاریخ ۲۵ مرداد ۱۳۸۴ با شمارهٔ ثبت ۱۳۸۸۳ به‌عنوان یکی از آثار ملی ایران به ثبت رسیده‌است.